# Chang Chia-gwe
Chang Chia-gwe, född 23 maj 1915, var en friidrottare från Kina. Han deltog vid olympiska sommarspelen 1936.